# The Anatomy of Addiction
The Anatomy Of Addiction is het derde album van de Britse jazz-band God (band).

## Titellijst
1. On All Fours - 4:40
2. Body Horror - 5:37
3. Tunnel - 6:23
4. Lazarus - 7:30
5. Voodoo Head Blows- 4:46
6. Bloodstream - 10:40
7. White Pimp Cut Up - 6:50
8. Driving The Demons Out - 8:49
9. Gold Teeth- 5:40
10. Detox - 18:14

## Bezetting
- Kevin Martin: zang, tenorsaxofoon
- Tim Hodgkinson: altsaxofoon, klarinet
- Russell Smith: gitaar
- Scott Kiehl: drums, percussie
- John Edwards: bas
- Dave Cochrane: basgitaar
- Gary Jeff: basgitaar
- Justin Broadrick: gitaar
- Tom Prentice: (elektrische) viool
- Lou Ciccotelli: drums

met:
- Alex Buess